# Johan Prickelke
Johan Prickelke was een slachtoffer van de heksenvervolging in Europa. Hij werd in Maaseik als weerwolf verbrand 'een paar jaar vóór 1609'.